# 山口県立宇部西高等学校
山口県立宇部西高等学校（やまぐちけんりつ うべにしこうとうがっこう）は、山口県宇部市大字沖ノ旦に所在する公立の高等学校。略称は「宇部西」。県内で最初に総合学科を取り入れた高等学校である。

## 設置学科
- 総合学科
  - 園芸デザイン
  - 造園デザイン
  - 生活デザイン
  - 福祉デザイン
  - キャリアデザイン

## 沿革
当校公式Webサイト内の学校沿革より
- 1918年4月6日 - 宇部村立宇部実業補習学校として開校
- 1923年7月24日 - 宇部市立宇部農業補習学校に変更
- 1925年5月15日 - 宇部市立宇部農業実践学校に変更
- 1935年10月1日 - 宇部市立宇部農業学校に変更
- 1938年3月14日 - 宇部市立宇部農芸学校に変更
- 1944年4月1日 - 山口県に移管され山口県立宇部農芸学校に変更
- 1948年4月1日 - 学制改革により山口県立宇部農業高等学校を設置
- 1949年4月21日 - 山口県立宇部商業高等学校と統合により、山口県立宇部農商高等学校に変更
- 1953年3月31日 - 分離独立により山口県立宇部農芸高等学校に変更
- 1967年1月27日 - 造園科設置
- 1980年4月1日 - 山口県立宇部西高等学校に変更。普通科設置
- 1990年4月1日 - 造園科を造園土木科に改組
- 1998年4月1日 - 普通科・園芸科・造園土木科を改組して総合学科を設置（3学科は2000年に閉科）
- 2024年4月1日 - 総合学科の生徒募集を停止する[2]